# Carlos Javier Acuña
Carlos Javier Acuña Caballero (Encarnación, 23 giugno 1988) è un calciatore paraguaiano, attaccante del Betis Florida.